# Jagdgeschwader 101
La Jagdgeschwader 101 (JG 101) (101e escadron de chasseurs) est une unité de chasseurs de la Luftwaffe pendant la Seconde Guerre mondiale.
Active de fin 1942 à 1945, l'unité était destinée à la formation des pilotes de chasse.

## Opérations
La JG 101 opère sur différents avions au cours de son activité :
- Arado Ar 66, Ar 68 et Ar 96, des Messerschmitt Bf 108 et Bf 109
- Bücker Bü 131 et Bü 133
- CANT Z.1007
- Dewoitine D.520
- Focke-Wulf Fw 56, Fw 58 et Fw 190
- Heinkel He 51
- Junkers Ju 88, Ju 160 et W 34
- North American NA-64
- Potez 63
- Savoia-Marchetti SM.79

## Organisation

### Stab. Gruppe
Formé le 15 décembre 1942 à Werneuchen à partir du Stab/Jagdfliegerschule 1 (JFS 1). 

Il est dissous le 16 avril 1945.
La JG 101 est dissous également le 16 avril 1945, et les 2 400 hommes sont transférés aux 10. et 11. Fallschirmjäger-Divisionen.

Geschwaderkommodore (commandant de l'escadron) :
| Début             | Fin               | Grade          | Nom             |
| ----------------- | ----------------- | -------------- | --------------- |
| 15 décembre 1942  | 31 mars 1944      | Oberstleutnant | Erich von Selle |
| 1er avril 1944    | 10 septembre 1944 | Major          | Walter Nowotny  |
| 11 septembre 1944 | 16 avril 1945     | Major          | Hans Knauth     |

### I. Gruppe
Formé le 15 décembre 1942 à Werneuchen à partir du I./JFS 1 avec :
- Stab I./JG 101 à partir du Stab/JFS 1
- 1./JG 101 à partir du 1./JFS 1
- 2./JG 101 à partir du 2./JFS 1
- 3./JG 101 à partir du 3./JFS 1

Le 4./JG 101 est formé le 15 octobre 1944 à Bad Wörishofen à partir du 1./JG 112.
Gruppenkommandeure (Commandant de groupe) :
| Début            | Fin             | Grade     | Nom            |
| ---------------- | --------------- | --------- | -------------- |
| 15 décembre 1942 | 5 janvier 1943  | Hauptmann | Max Dobislav   |
| 6 janvier 1943   | 30 avril 1944   | Major     | Otto Bertram   |
| 1er mai 1944     | 15 janvier 1945 | Hauptmann | Gerhard Koall  |
| 16 janvier 1945  | 16 avril 1945   | Hauptmann | Ferdinand Vögl |

### II. Gruppe
Formé le 15 octobre 1944 à Götzendorf à partir du I./JG 112 avec :
- Stab II./JG 101 à partir du Stab I./JG 112
- 5./JG 101 à partir du 2./JG 112
- 6./JG 101 à partir du 3./JG 112
- 7./JG 101 nouvellement créé
- 8./JG 101 nouvellement créé

Gruppenkommandeure :
| Début           | Fin           | Grade     | Nom                 |
| --------------- | ------------- | --------- | ------------------- |
| 15 octobre 1944 | 15 avril 1945 | Hauptmann | Waldemar Wübke (en) |